# 유엔 안전 보장 이사회 결의 제731호
유엔 안전 보장 이사회 결의 제731호는 1992년 1월 21일 만장일치로 채택되었다.
안보리는 스코틀랜드 로커비 상공에서 발생한 팬암 항공 103편 폭파 사건 과 차드 및 니제르 상공에서 발생한 UTA 항공 772편 격추 사건에 대한 조사 결과에 대해 우려를 표명하였다.
안보리는 또 리비아 측에서 이 사건에 대한 책임을 인정하지 않은 것을 비난하고, 두 항공기에 대한 조사 요청에 완전하고 효과적으로 대응함으로써 국제 테러리즘을 근절하는 데 기여할 것을 촉구하였다.

## 같이 보기
- 차드-리비아 갈등
- 유엔 안전 보장 이사회 결의 제701 ~ 800호 목록